# Теово (община Чашка)
 Тази статия е за селото в Северна Македония.  За селото в Гърция вижте Техово (дем Воден).  
Теово или книжовно Техово (на македонска литературна норма: Теово) е село в Северна Македония, част от община Чашка.

## География
Теово е село в източната част на областта Азот, разположено на 30 километра югозападно от град Велес, на левия бряг на река Бабуна. Теово е спирка на железопътната линия Велес – Битоля.
Край Теово е Теовският манастир „Свети Архангел Михаил“, който работи като хотел и в него се организират художествени изложби. Църквата на селото е посветена на „Свети Атанасий“. В селото работи начално осемгодишно училище и има поща.

## История

### В Османската империя
На 1,5 km западно от селото в Бабуна са развалините на късноантичната и средновековна крепост Марково кале.
В XIX век Теово е българско село във Велешка кааза на Османската империя. В „Етнография на вилаетите Адрианопол, Монастир и Салоника“, издадена в Константинопол в 1878 година и отразяваща статистиката на населението от 1873 година, Теово (Teovo) е посочено като село със 100 домакинства и 428 жители българи. Според статистиката на Васил Кънчов („Македония. Етнография и статистика“) в края на XIX век Теово има 850 жители българи християни.
Според секретен доклад на българското консулство в Скопие 50 от 110 къщи в селото през 1895 година признават Цариградската патриаршия. Според митрополит Поликарп Дебърски и Велешки в 1904 година в Теово има 56 сръбски къщи. Според статистиката на секретаря на Българската екзархия Димитър Мишев („La Macédoine et sa Population Chrétienne“) в 1905 година в Теово живеят 480 българи екзархисти и 400 българи патриаршисти сърбомани и в селото работят българско и сръбско училище.
През учебната 1912/1913 година учители в селото са свещеник Теодоси Попандонов и Тодор Дамчев, който е прогонен със заплахи от сръбските комити.

### В Сърбия, Югославия и Северна Македония
След Междусъюзническата война в 1913 година селото остава в Сърбия.
На етническата си карта от 1927 година Леонард Шулце Йена показва Техово (Tehovo) като наскоро посърбено българско село.
В 1961 година Теово има 659 жители, а в 1994 – 188 жители македонци. Според преброяването от 2002 година селото има 189 жители.
| Националност     | Всичко |
| северномакедонци | 186    |
| албанци          | 0      |
| турци            | 0      |
| роми             | 0      |
| власи            | 0      |
| сърби            | 1      |
| бошняци          | 0      |
| други            | 2      |

## Личности
Родени в Теово
- Петър Ацев (1895 – 10 март 1924), деец на ВМРО, разстрелян в Скопие от сръбските власти[13]